# Rubidoux, Kalifornien
Rubidoux är en ort (CDP) i Riverside County, i delstaten Kalifornien, USA. Enligt United States Census Bureau har orten en folkmängd på 34 280 invånare (2010) och en landarea på 25 km².